# Жан-Батист Кольбер
Жан-Бати́ст Кольбе́р (фр. Jean-Baptiste Colbert; 29 серпня 1619 — 6 вересня 1683) — французький державний діяч. На початку державної служби був протеже кардинала Мазаріні, який призначив його своєю довіреною особою. Молодий король Людовік XIV призначив Кольбера інтендантом фінансів. На цій посаді відзначився наполегливою працею та впровадженням багатьох реформ.

## Державна служба

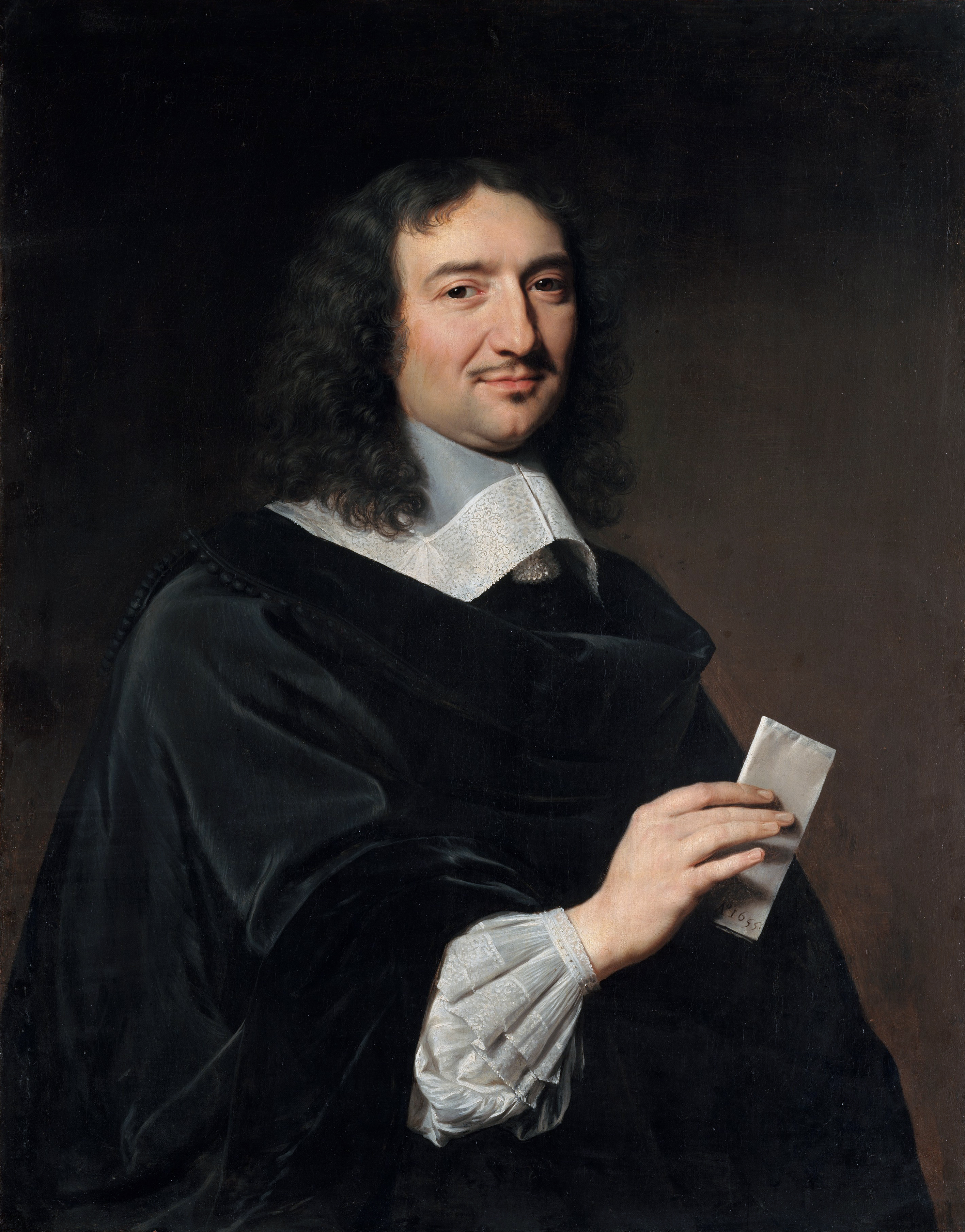
Жан-Батист Кольбер, 1655 р.

На посаді інтенданта фінансів Кольбер викрив ряд зловживань головного інтенданта Ніколя Фуке і став у 1661 р. його фактичним, хоч і не номінальним наступником; лише вісім років опісля він став державним міністром. Водночас Кольбер був головним інтендантом королівських споруд і фабрик. На цій посаді він відзначився своєю довгою і наполегливою працею та увагою до вимог короля.

### Боротьба зі зловживаннями
Не знаючи захоплень, Кольбер, проте, мав широкий кругозір, звик ставити собі високі цілі, але водночас був упертий, суворий, часом жорстокий. Він був першим, хто звернув увагу на зловживання у фінансових справах. Під його керівництвом особлива судова палата зайнялася розслідуванням зловживаннями та поступала з винними без щонайменшої поблажливості. Відкупники податків, фіскальні чиновники були обкладені величезними штрафами; злочинці часто засуджувалися до смерті. У 1662 і 1663 рр. у цих фінансистів було відібрано понад 70 млн ліврів; коли в 1669 р. згадана судова палата була скасована, вона встигла повернути державній казні від 500 осіб — 110 млн ліврів, тобто близько 650 млн сучасних франків.
Жорстокість Кольбера деякою мірою врівноважувалася зменшенням прямого податку (фр. taille), що лежав на нижчих класах населення. Іншим нововведенням було зменшення державного боргу. Деякі позики, під приводом, того, що король при їх укладанні був ошуканий, просто перестали виплачуватися. Водночас державні землі, які іноді століттями до того були продані або роздаровані тепер були примусово повернені — за тогочасною купівельною їх ціною, без уваги до зміни їх вартості.
Володарі дворянських титулів мали у Франції значні фінансові цінності, оскільки їх власники не сплачували податків, — ті з них, що були придбані за останніх 30 років, були просто скасовані. Правилом Кольбера було — коштом багатих полегшувати повинності бідних. Дотримуючись цього правила, він підтримував непрямі податки, що їх платили всі піддані, тоді як пряме обкладення стосувалося лише непривілейованих підданих. У 1664 р. Кольберові вдалося провести скасовування внутрішніх митниць між північними та південними провінціями країни, що пожвавило торгівлю і дотично зменшувало ознаки феодалізму в країні — але при одночасному зміцненні центральної влади короля.

### Реформи у промисловості
У промисловості і торгівлі він з самого початку був протекціоністом, прихильником системи заступництва і контролю за промисловістю і торгівлею з боку держави. Кольбер не винайшов системи, згодом названої його іменем — кольбертизм (див. Меркантилізм), але він її послідовно проводив у всіх своїх починаннях. Його головною метою було збільшення вивозу, зменшення ввезення, і внаслідок цього — збільшення притоку грошей в країну. Всі види промисловості були організовані в корпорації, в яких спосіб виготовлення товарів встановлювався суворими регламентами. До країни запрошували іноземних фабрикантів і це призводило до росту промисловості.

### Внесок в оборону країни
Кольбер був також творцем французького військового флоту, оскільки він з одного боку запропонував матроську повинність, а з іншого — збільшив число військових кораблів до 300. Нарешті, видав зразкову на той час інструкцію для флоту. Набір людей до флоту проводився, проте, вельми жорсткими заходами, такими, що часто сприяли зростанню незадоволення Кольбером серед населення. Для того, щоб набирати екіпажі для галер, певний час усі злочинці каралися засланням на галери. Жорсткі, але послідовні нововведення Кольбера у сфері фінансів, значною мірою завдячували частим та часто збитковим війнам короля Людовика.
Заради цих війн Людовику довелося брати позики на суму до 260 млн ліврів, і, лише завдяки мистецтву Кольбера і частим конверсіям, на кінець його кар'єри сума відсотків, що сплачувалися державним кредиторам, була не більшою, ніж при початку воєн. Також значно були підвищені непрямі податки, при тому їхні умови стали менш вигідними для відкупників. Великі суми знадобилися державі для премій підприємцям для заохочення вітчизняної промисловості.

### Колонізація
Колонізація Мадагаскару була одним з головних завдань Кольбера. Одночасно були засновані інші колонії на півночі, у Леванті, Сенегалі на Піренеях. Невміле керівництво з метрополії призвело до невдачі багатьох з цих починів, але все ж до кінця кар'єри Кольбера Франції належала велика кількість європейських колоній. За Кольбера Франції належали: Канада, Луїзіана, тобто басейн Міссісіпі, з Вест-Індських островів: Св. Хреста, Св. Варфоломея, Гваделупа, Санто-Домінго, також острів Тобаго і частина Гаїті; у Південній Америці — Гвіана, частина берега у північно-західній Африці, в Індії: Пондішері та Чандернагор. Усі ці володіння експлуатувалися виключно на користь метрополії.

### Розбудова інфраструктури
Для покращення шляхів сполучення Кольбер зробив надзвичайно багато. За його сприяння було завершено будівництво величезного лангедокського каналу, розпочате ще 1681 р. Шосейним дорогам щорічно виділялося 650 000 ліврів. Прекрасний стан цих доріг був одним з наймогутніших засобів повної державної централізації. Для досягнення цього Кольбер передав основну адміністративну владу інтендантам, залишивши колишнім губернаторам з вищої знаті лише представництво. Влада місцевих парламентів також була значно обмежена. 24 лютого 1673 р. було видано ордонанс, що остаточно заборонив парламентам впроваджувати будь-які зміни й обмеження під час запису розпоряджень короля. Одночасно все законодавство та оподаткування перейшло цілковито до рук короля і Кольбера. Педантична регламентація та втручання уряду в усі сфери життя принесли Кольберові велику непопулярність. У Голландії друкували памфлети проти нього, але вони були не у змозі зашкодити його напрямку політики. Діючи від імені короля Кольбер, попри своє плебейське походження, без зусиль міг зломити протидію аристократії при реалізації власних планів.
Кольбер прагнув сприяти розвитку мистецтва та науки. Він заснував Академію наук і в 1667, 1671 і 1672 роках академія пластичних мистецтв і музики. Він збільшив королівську бібліотеку, ботанічний сад, влаштував і забезпечив засобами обсерваторію, ввів розмежування землі й влаштовував експедиції учених, особливо натуралістів. Руйнівні війни знищили плоди його довголітніх праць і йому довелося під кінець життя пересвідчитися про несумісність його економічної системи із зовнішньою політикою амбітного короля Людовика XIV.
Помер 6 вересня 1683, майже в немилості у короля. Під час похорону, його непопулярність була такою, що його труну мусили охороняти від помсти населення.